# Jack Nance
Marvin John Nance (Boston, Massachusetts; 21 de diciembre de 1943-South Pasadena, California; 30 de diciembre de 1996), conocido profesionalmente como Jack Nance, fue un actor de cine y teatro estadounidense especializado en papeles de personajes excéntricos. Fue un colaborador durante muchos años del cineasta David Lynch e interpretó a Henry Spencer, el protagonista de la ópera prima del director, Eraserhead (1977). A lo largo de su carrera continuó trabajando con Lynch, incluyendo un papel recurrente como Pete Martell en la serie Twin Peaks (1990-1991).  

## Biografía

### Primeros años
Marvin John Nance nació el 21 de diciembre de 1943 en Boston, hijo de Agnes O'Grady y Marvin Hoyt Nance. Creció en el barrio de Oak Cliff, en Dallas. Su padre era ejecutivo de la compañía de tiendas Neiman Marcus. Durante su infancia, Nance fue atropellado por un automóvil y sufrió una lesión de espalda. Se graduó en la escuela secundaria de South Oak Cliff y asistió a la universidad de North Texas State (actual University of North Texas), donde estudió periodismo. Comenzó a estudiar arte dramático en la universidad y más tarde la abandonó para dedicarse por completo a la actuación, uniéndose al Dallas Theater Center. Allí fue alumno de Paul Baker, fundador del teatro.

### Carrera
A comienzos de la década de 1960, Nance se trasladó a California y trabajó por un tiempo en el American Conservatory Theater de San Francisco. Tuvo éxito y consiguió el papel protagónico en una obra basada en la vida de Thomas Paine, dirigida por David Lindeman.
Nance fue considerado para interpretar a Benjamin Braddock en El graduado (1967), papel que finalmente fue para Dustin Hoffman, y para el de Perry Smith en la película policíaca de Richard Brooks, A sangre fría (1967), que terminó obteniendo Robert Blake. Durante esa época también participó de un grupo de teatro performativo, The Doo Dah Gang, que escenificaba tiroteos al estilo de los años veinte en lugares públicos y cuyas actuaciones incluyeron un falso velatorio de gánsteres en el que Nance permaneció inmóvil en un ataúd abierto durante tres días seguidos.
Nance conoció a David Lynch en 1972 tras ser presentado por Lindeman. Lynch era alumno del American Film Institute y estaba trabajando en un cortometraje de 20 minutos y 10 000 dólares que finalmente se convertiría en Eraserhead (1977). Lindeman había recomendado a Nance para hacer del protagonista Henry Spencer. Debido a problemas de financiamiento, el rodaje de la película se llevó a cabo de forma esporádica durante cinco años.
Aunque inicialmente tuvo escaso éxito, Eraserhead terminó por convertirse en una película de culto del cine independiente. Desde entonces, la actuación de Nance ha sido elogiada por su teatralidad. En una reseña de 1980, The New York Times escribió que «los rasgos minimalistas [de Nance], su expresión impasible, su traje oscuro ajustado y sus pasos cortos, casi cojos, recuerdan a muchos cómicos del cine mudo». La película se volvió una de las favoritas de Stanley Kubrick, quien le pidió al reparto de El resplandor que la viera antes de rodar.
Después de Eraserhead, Lynch y Nance mantuvieron una buena relación. El actor apareció en la mayoría de los proyectos posteriores de Lynch durante su vida: Dune (1984), Terciopelo azul (1986), The Cowboy and the Frenchman (1988), Wild at Heart (1990), Twin Peaks (1990-1991), Twin Peaks: Fire Walk with Me (1992) y Lost Highway (1997). Aunque ninguna de las escenas de Nance filmadas para Fire Walk with Me aparecieron en el corte final, fueron recopiladas en el largometraje de compilación Twin Peaks: The Missing Pieces (2014).
En 1983, apareció junto a la actriz Mary Woronov interpretando a una pareja casada en el videoclip de la canción «Institutionalized» de la banda Suicidal Tendencies.
Después de dejar de beber en 1986 y con la necesidad de un salario estable, Nance tomó cursos de gestión hotelera y comenzó a trabajar de recepcionista en el hotel Hollywood. Mientras estaba allí, rechazó un papel en la película Miracle Mile (1988) porque entraba en conflicto con su horario de trabajo.
Dennis Hopper lo contrató para aparecer en Colors (1988), después de que ambos actuaran en Blue Velvet. También tuvo una breve aparición como médico en la película de terror y ciencia ficción de Chuck Russell de 1988, The Blob. En 1990, le ofrecieron el papel de Pete Martell en Twin Peaks de Lynch, y apareció en toda la serie original.
Tras una recaída en su adicción en 1993, la vida de Nance dio un nuevo giro, con papeles menores en películas que no tuvieron éxito. Vivía en un hotel del cual fue expulsado después de disparar un arma contra la televisión. En 1995, apareció como estrella invitada en un episodio de My So Called Life titulado «Weekend», en el que interpretó al dueño de un hotel. Nance continuó interpretando roles secundarios hasta su muerte en 1996.
Nance apareció en la serie de 2017 Twin Peaks: The Return en imágenes que muestran a Pete Martell durante el episodio piloto de la serie original. El episodio titulado «Part 17» está dedicado a su memoria.
Su última película, Of Things Past de Michael Moriarty, se estrenó en 2023. El rodaje original tuvo lugar en 1985 e incluye material adicional filmado en 2022.

## Vida personal
Nance se casó en 1968 con la actriz Catherine Coulson, quien fue asistente de dirección en Eraserhead y también siguió trabajando posteriormente con Lynch en otros proyectos, pero se divorciaron en 1976. Mientras estaba en rehabilitación por su alcoholismo en 1986, conoció a su segunda esposa, Kelly Jean Van Dyke, la hija del actor Jerry Van Dyke y sobrina del protagonista del film Mary Poppins, Dick Van Dyke. Kelly Jean había tenido problemas con las drogas desde adolescente y había trabajado como actriz porno, usando el seudónimo Nancee Kellee, para costear su adicción. Nance contrajo matrimonio con ella en mayo de 1991.

### Alcoholismo
Se desconoce cuándo comenzó el problema de alcoholismo de Nance, pero Lynch recordó que durante el rodaje de Eraserhead solía enviarlo «de vuelta a su camerino para que se recuperara de la borrachera» y que a veces «se emborrachaba y acababa durmiendo en terrenos baldíos». Lynch afirmó que una vez tuvo que llevar a Nance a una sala de urgencias por una distensión abdominal. El director le dio el papel menor de Nefud en la película Dune (1984), lo que le proporcionó mucho tiempo libre durante el rodaje en Ciudad de México, gran parte del cual se la pasó bebiendo.
En 1986, mientras filmaba Blue Velvet, Nance le dijo al recientemente rehabilitado actor Dennis Hopper que si no lo ayudaba, saltaría por la ventana. Hopper viajó de regreso a Los Ángeles con Nance mientras este lo tentaba con alcohol y drogas. Cuando llegaron, Hopper ingresó a Nance a un centro de rehabilitación donde el actor hizo abstinencia. Nance conoció allí a Van Dyke y los dos comenzaron una relación, ya que creía que podía ayudarla a dejar las drogas.
Comenzó a beber de nuevo en 1993, tras un episodio depresivo causado por la muerte de Van Dyke, y sufrió dos derrames cerebrales entre 1995 y 1996. Fue elegido para formar parte de la película Joyride (1997), pero lo enviaron a la casa tras un día de rodaje por estar borracho en el estudio.

### Suicidio de Kelly Jean Van Dyke
Su matrimonio terminó trágicamente con el suicidio por ahorcamiento de Kelly Jean Van Dyke el 17 de noviembre de 1991. Nance, quien se encontraba en Bass Lake, California filmando la película Meatballs 4, la había llamado para decirle que estaba pensando en dejarla debido a su abuso de drogas y alcohol. Ella amenazó con suicidarse si él colgaba el teléfono, y en ese momento, una tormenta eléctrica en Bass Lake cortó las líneas telefónicas. Nance y el director, Bob Logan, encontraron a un comisario de policía que pudo contactarse con el Departamento de Policía de Los Ángeles. Cuando entraron a su residencia la encontraron sin vida. Nance afirmó que tenía cuatro meses de embarazo.

## Fallecimiento
El 29 de diciembre de 1996, Nance almorzó con sus amigos Leo Bulgarini y Catherine Case. Nance tenía un «hematoma en forma de media luna» visible debajo del ojo y, cuando le preguntaron al respecto, les contó una historia sobre una pelea que había tenido lugar esa mañana afuera de una tienda de Winchell's Donuts. Se fue a casa quejándose de un dolor de cabeza.
Nance había desarrollado un hematoma subdural que le causó la muerte a la mañana siguiente. Más tarde ese mismo día, Bulgarini encontró su cuerpo en el suelo del baño de su apartamento en South Pasadena, California. La autopsia reveló que su nivel de alcohol en sangre era del 0,24 % en el momento de su muerte. Inicialmente, se dictaminó que el deceso se había producido como consecuencia de un fuerte traumatismo.